# Nesopelops
Nesopelops – rodzaj roztoczy z kohorty mechowców i rodziny Phenopelopidae.
Rodzaj ten został opisany w 1973 przez Marie Hammer.
Mechowce te mają notogaster szeroki i ścięty. Szczeciny notogastralne występują w liczbie 7–10 par, genitalne występują w liczbie 6 par, analne 2 par, a adanalne 2 par. Szczeciny aggenitalne nie występują. Odnóża jednopalczaste.
Rodzaj znany z krainy orientalnej i australijskiej.
Należy tu 11 opisanych gatunków:
- Nesopelops caudatus Hammer, 1973
- Nesopelops crassus (Hammer, 1972)
- Nesopelops higginsi (Balogh, 1970)
- Nesopelops intermedius Hammer, 1979
- Nesopelops laensis (Balogh, 1970)
- Nesopelops monodactylus (Hammer, 1966)
- Nesopelops polynesius (Hammer, 1972)
- Nesopelops punctatus (Hammer, 1966)
- Nesopelops samoaensis Hammer, 1973
- Nesopelops tongatapuensis Hammer, 1973
- Nesopelops transversus (Balogh, 1970)